# Kerk van Hobro
De Kerk van Hobro (Deens: Hobro Kirke) is de lutherse parochiekerk van Hobro in de gemeente Mariagerfjord, Denemarken.

## Geschiedenis
Wanneer de eerste kerk in Hobro werd gebouwd is onbekend, maar in de vikingenvesting Fyrkat werden zowel heidense als christelijke graven gevonden, zodat men aanneemt dat er aanvankelijk een houten kerk moet hebben gestaan, die in de 12e eeuw werd vervangen door een kerk van natuursteen. Van deze kerk is weinig bekend omdat de kerkelijke archieven bij een grote brand in 1813 verloren gingen.
In de 19e eeuw was Hobro als gevolg van de grote branden in 1812 en 1813 erg arm en ook de oorlog tegen Engeland liet zijn sporen na. Geld om de kleine kerk te onderhouden ontbrak en in 1846 was de staat van het godshuis dermate slecht geworden, dat het op instorten stond, zodat de sloop in 1848 volgde.
De architect voor het nieuwe kerkgebouw werd de bouwinspecteur voor Jutland, Michael Gottlieb Bindesbøll, die vooral naam had gemaakt met de bouw van het Thorvaldsens Museum. De nieuwbouw werd op 31 oktober 1852 ingewijd.
Zowel het interieur als het exterieur van de kerk onderging in de jaren 1993-1994 een zeer grondige restauratie. Naast de reparatie respectievelijk vernieuwing van het muur- en pleisterwerk, werden o.a. het dak en de spits opnieuw met lei gedekt en werden de glas-in-loodramen vervangen door heldere glas-in-loodramen. Ook het huidige kleurenschema in de kerk zoals de sterrenhemel van het tongewelf dateert van deze renovatie.  

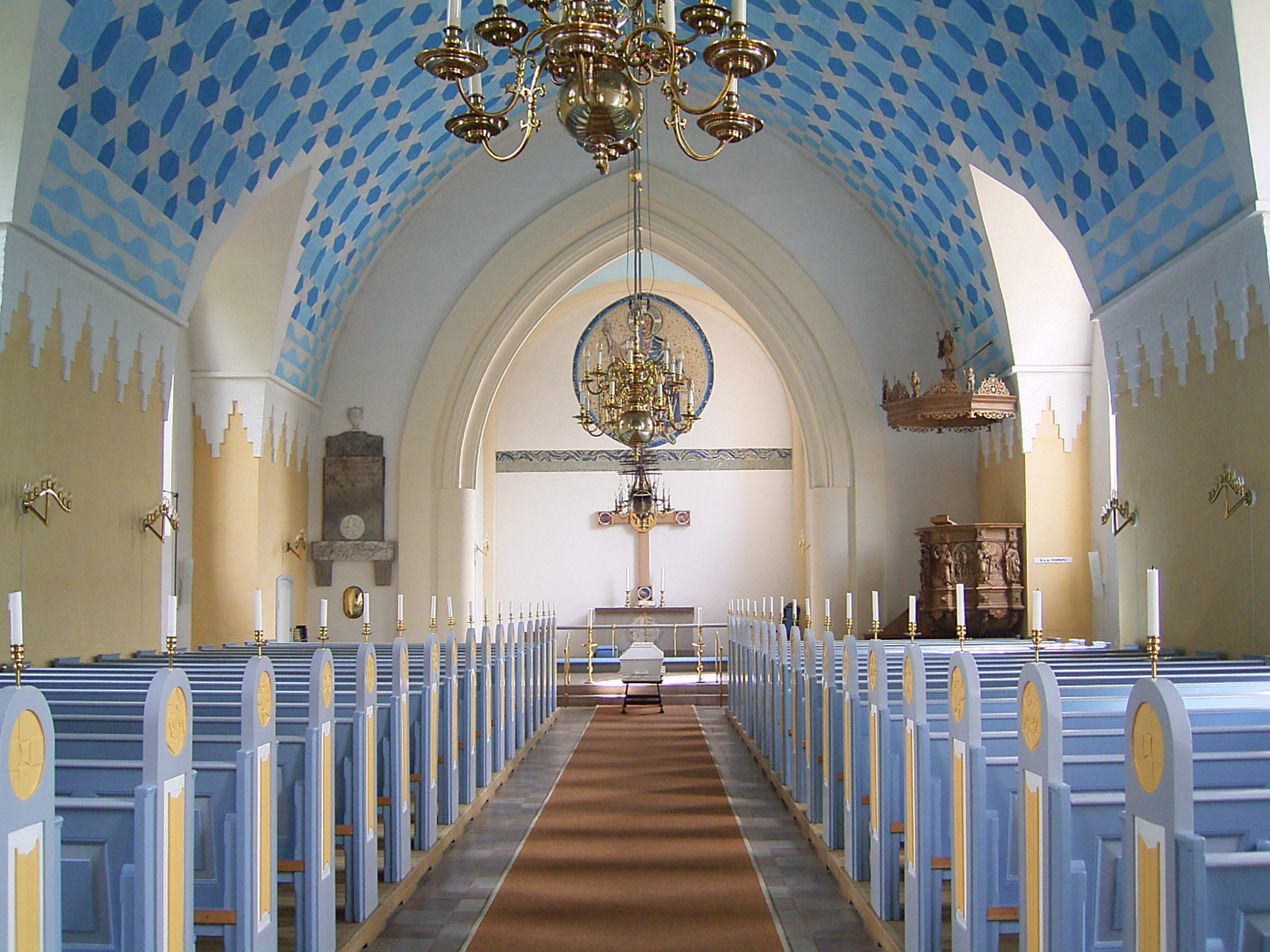
Interieur richting altaar

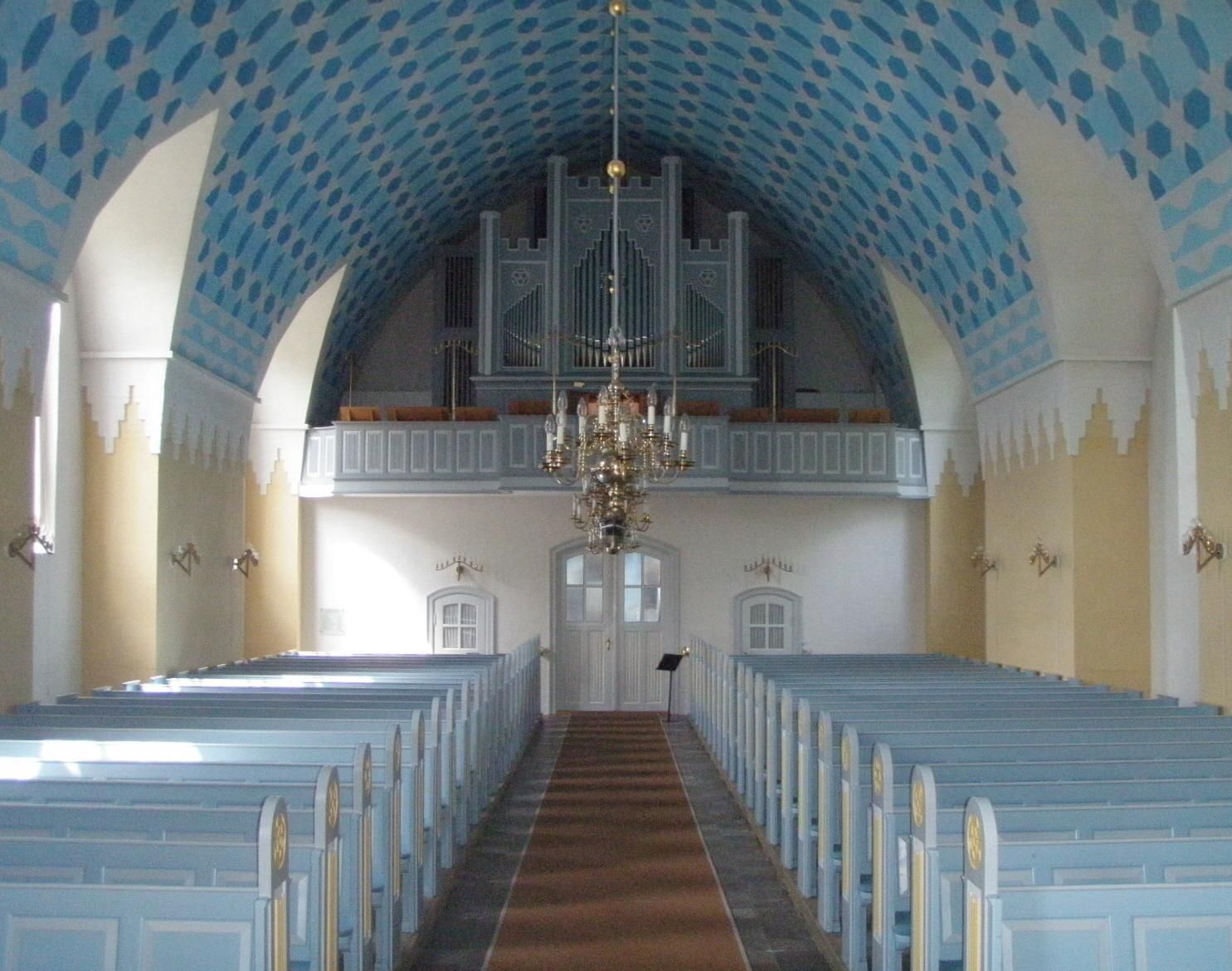
Interieur richting orgel

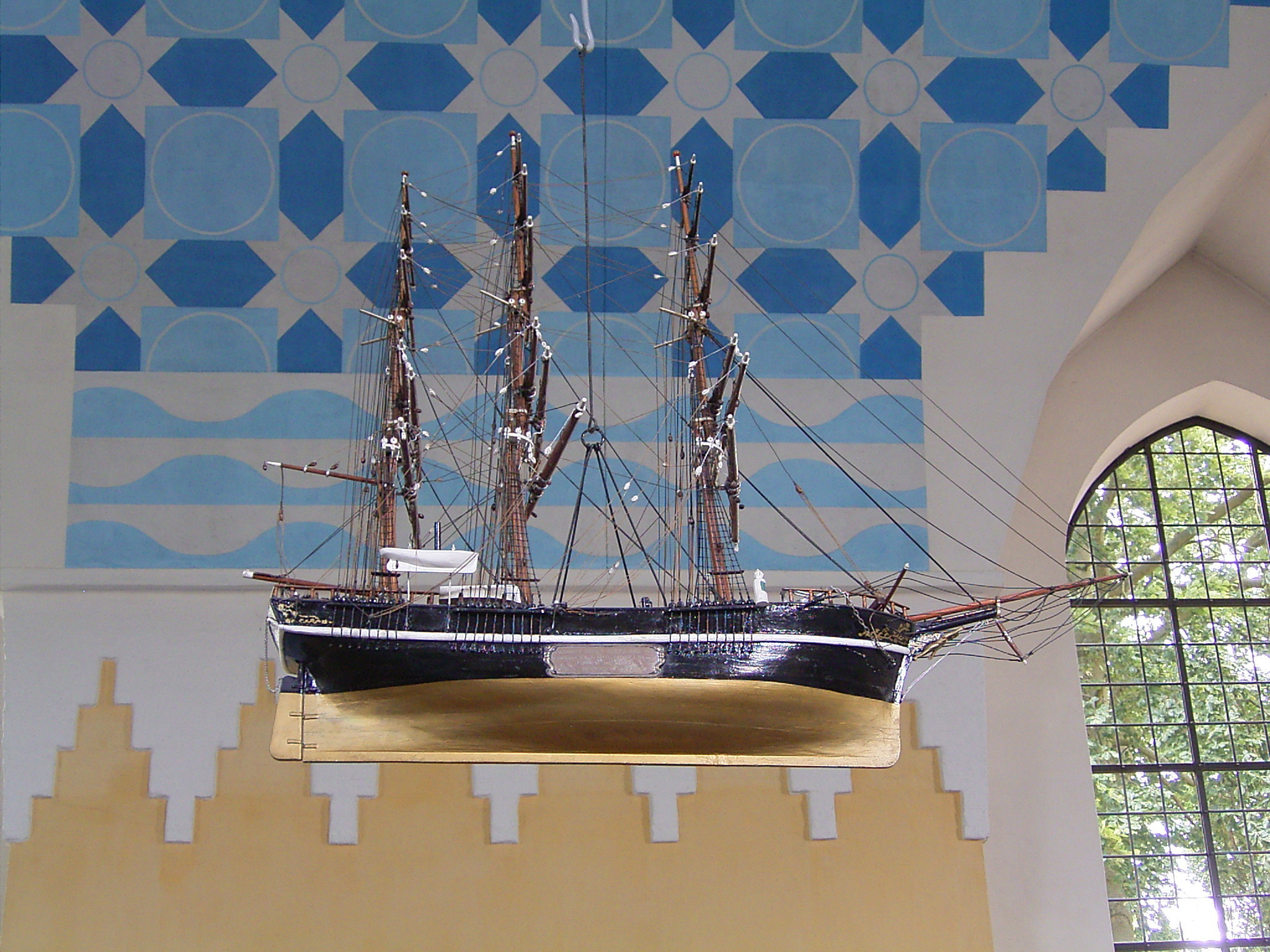
Votiefschip

## Beschrijving
De toren, het westelijke deel, het kerkschip en de drie kapelachtige extensies aan het noordelijke en zuidelijke deel van het schip met hun kanteelachtige bekroningen geven de kerk de indruk van een feodaal kasteel. De kapelachtige extensies werken als steunberen om het gewicht van het dak te dragen. Bij de bouw van de muren werden aan de basis granieten blokken gebruikt en dan afwisselend lagen van rode en gele bakstenen. Trapfriezen versieren de muren van de kerk, een decoratief element die ook in de kerk terug is te vinden. Boven de westelijke toegang werd de gevel versierd met een grote spitsboog, waarin een kruis binnen een vierpas geflankeerd door davidssterren is aangebracht. Aan de noordzijde van de kerk bevindt zich de vrijstaande sacristie. In de toren hangen twee klokken: de oudste is tevens de kleinste en wordt verondersteld in de 15e eeuw te zijn gegoten; de grootste klok werd tweemaal opnieuw gegoten, voor het laatst in 1917.

## Interieur
Uit de oude middeleeuwse kerk stammen het granieten doopvont, de preekstoel, twee kroonluchters, de epitafen aan de oostelijke muur van het schip en de noordelijke muur van het koor en twee kandelaren op het altaar. Deze twee kandelaren werden geschonken in 1604 door de burgemeester en diens vrouw.
Bindesbøll had voor het altaar een fresco voor ogen, dat Jezus' maaltijd met de Emmausgangers voorstelde. Men wilde echter het oude altaar terugplaatsen, ook al paste het niet zo goed in de nieuwe kerk. In het kader van het 100-jarig jubileum van de kerk werd het oude altaar in 1952 verwijderd en vervangen door het huidige. Aan de voorzijde is het altaar versierd met het Lam Gods. Het kruis is gedecoreerd met de gouden letters IHS en de vier symbolen van de evangelisten op de uiteinden van de kruisarmen. Boven het altaar is de muur versierd met een muurmozaïek van Johan Thomas Skovgaard, dat een tronende Christus voorstelt.
Het oude altaar bevindt zich tegenwoordig in de kerk van in Sønderup, ongeveer 25 kilometer ten noordoosten van Hobro.

## Orgel
Het huidige orgel is het vierde instrument van de kerk. Het bezit 37 registers verdeeld over twee manualen en pedaal. De door Bindesbøll ontworpen orgelkas bleef bij de nieuwbouw van het instrument steeds bewaard (al werden er twee vleugels aan toegevoegd) en kent dezelfde vormgeving als het kerkgebouw.